# 50:50@50
50:50@50 è il ventottesimo album in studio del gruppo folk rock Fairport Convention, pubblicato nel 2017. Il titolo allude al cinquantennale della fondazione del gruppo (1967).

## Tracce
1. Eleanor's Dream
2. Ye Mariners All (Live)
3. Step By Step
4. The Naked Highwayman (Live)
5. Danny Jack's Reward
6. Jesus on the Mainline (Live) (feat. Robert Plant)
7. Devil's Work
8. Mercy Bay (Live)
9. Our Bus Rolls On
10. Portmeirion (Live)
11. The Lady of Carlisle (feat. Jacqui McShee)
12. Lord Marlborough (Live)
13. Summer By The Cherwell
14. John Condon (Live)

## Formazione
- Simon Nicol – voce, chitarra acustica, chitarra elettrica
- Dave Pegg – voce, basso, contrabbasso
- Chris Leslie – voce, mandolino, bouzouki, violino, banjo, ukulele, armonica, fischio
- Ric Sanders – violino, tastiera
- Gerry Conway – batteria, percussioni